# Ozorinovke
Ozorinke (lat. Cytinaceae) je biljna porodica iz reda sljezolike koja je dobila ime po rodu ozorina, koje kao paraziti žive na korijenju različitih vrsta bušina (Cistus), od kojih uzimaju tvari korisne za život. Ozorina ili šipakčić ima stabljiku koja naraste do 5 cm visine a ima žućkaste ili crvene ljuskaste listove bez klorofila. Cvjetovi su jednodomni.
Naziv roda dolazi od grčkog kytinos, što je naziv za čašku cvijeta mogranja. Bušinova ozorina rasprostranjena je na Mediteranu, uključujući i Hrvatsku, i strogo je zaštićena.

## Rodovi
1. Genus Bdallophytum Eichler sin.; Bdallophyton Solms (3 spp.)
2. Genus Cytinus L. (8 spp.)
3. Genus Sanguisuga Fern. Alonso & H. Cuadros  (1 sp.)